# Oedaspis sofiana
Oedaspis sofiana är en tvåvingeart som beskrevs av Pencho Drensky 1943. Oedaspis sofiana ingår i släktet Oedaspis och familjen borrflugor.
Artens utbredningsområde är Bulgarien. Inga underarter finns listade i Catalogue of Life.